# Moczarnik południowy
Moczarnik południowy (Synaptomys cooperi) – gatunek ssaka z podrodziny karczowników (Arvicolinae) w obrębie rodziny chomikowatych (Cricetidae).

## Zasięg występowania
Moczarnik południowy występuje w Ameryce Północnej zamieszkując w zależności od podgatunku:
- S. cooperi cooperi – południowo-wschodnia Manitoba, południowe Ontario, południowy Quebec, Nowy Brunszwik i Nowa Szkocja, Kanada oraz północna i środkowa Minnesota, większość Wisconsin, Michigan, Indiana, Ohio, Nowy Jork, większość Pensylwanii, skrajne północno-zachodnie New Jersey, Vermont, New Hampshire, Maine, zachodnie Massachusetts i północno-zachodnim Connecticut, Stany Zjednoczone.
- S. cooperi gossii – skrajnie południowo-wschodnia Dakota Południowa, południowa Minnesota, południowo-zachodni Wisconsin, Nebraska, Kansas, Iowa, Missouri, Illinois, skrajna zachodnia i południowa Indiana, północno-wschodnie Arkansas, zachodnie Kentucky i północno-zachodnie Tennessee, Stany Zjednoczone.
- S. cooperi helaletes – południowo-wschodnia Wirginia i północno-wschodnia Karolina Północna, Stany Zjednoczone.
- S. cooperi kentucki – środkowo-północne Kentucky, Stany Zjednoczone.
- S. cooperi paludis – Meade County State Park, południowo-zachodni Kansas, Stany Zjednoczone.
- S. cooperi relictus – Rock Creek State Fish Hatchery, hrabstwo Dundy, południowo-zachodnia Nebraska, Stany Zjednoczone.
- S. cooperi stonei – wschodnie Massachusetts, większość Connecticut, Rhode Island, skrajnie południowo-wschodnia Pensylwania, większość New Jersey, wschodnie Kentucky, Wirginia Zachodnia, Maryland, Delaware, północna i zachodnia Wirginia, wschodnie Tennessee, zachodnia Karolina Północna i skrajne północno-wschodnia Georgia, Stany Zjednoczone.

## Taksonomia
Gatunek po raz pierwszy zgodnie z zasadami nazewnictwa binominalnego opisał w 1857 roku amerykański zoolog Spencer Fullerton Baird nadając mu nazwę Synaptomys cooperi. Holotyp pochodził z Jackson, w hrabstwie Carroll, w New Hampshire, w Stanach Zjednoczonych.
Podgatunki paludis i relictus znane są jedynie z miejsc typowych. Autorzy Illustrated Checklist of the Mammals of the World rozpoznają siedem podgatunków.

### Etymologia
- Synaptomys: gr. συναπτος sunaptos „złączony”; μυς mus, μυος muos „mysz”[16].
- cooperi: James Graham Cooper (1830–1902), amerykański chirurg, przyrodnik (ornitologia i botanika), odkrywca i kolekcjoner[17].
- gossii: Philip Henry Gosse (1810–1888), angielski nauczyciel, przyrodnik, antydarwinista, kolekcjoner ze Stanów Zjednoczonych, Kanady i na Jamajki[3][18].
- helaletes: gr. ἑλος helos „bagno”; αλητης alētēs „wędrowiec”[19].
- kentucki: Kentucky, Stany Zjednoczone[9].
- paludis: łac. palus, paludis „bagno”[20].
- relictus: łac. relictus „relikt, odosobniony”, od relinquere „zostawić w tyle”[18].
- stonei: Witmer Stone (1866–1939), amerykański przyrodnik[4].

## Morfologia
Długość ciała (bez ogona) 105–131 mm, długość ogona 13–24 mm, długość ucha 8–14 mm, długość tylnej stopy 16–24 mm; masa ciała 21,4–50 g. 

## Tryb życia
Moczarniki południowe żyją w koloniach liczących około 30 osobników. Kopią nory biegnące tuż pod powierzchnią ziemi, a na powierzchni wygryzają i wydeptują rozgałęzioną sieć ścieżek, które znakują niewielkimi stosikami ułożonymi z powyrywanej trawy. S. cooperisą aktywne zarówno nocą, jak i w dzień. Mają silne szczęki i zęby. Żywią się głównie pokarmem roślinnym.

## Rozmnażanie
Rozmnażają się przez całą wiosnę i lato. Samica rocznie wydaje na świat 2 lub 3 mioty liczące od 1 do 4 młodych.